# Premio Lute Olson

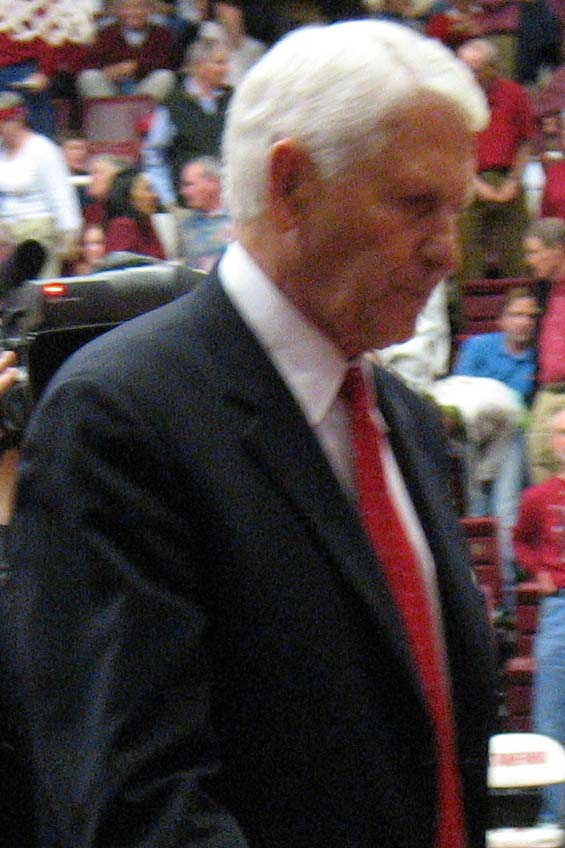
Lute Olson, en cuyo honor se entregan estos premios.

El Premio Lute Olson (en inglés, Lute Olson Award) es un galardón que se concede anualmente desde 2010 al mejor jugador universitario de la temporada con al menos dos años jugando en el mismo equipo. Se concede en honor de Lute Olson, legendario entrenador de Arizona.

## Criterios de selección
Durante la temporada 2020-21, las reglas del premio establecían que ningún jugador que hubiera asistido a su universidad actual durante menos de dos años podía ganar el premio. A partir de la temporada 2021-22, todos los jugadores se volvieron elegibles independientemente de su clasificación académica o la cantidad de años en su universidad actual. La elección se lleva a cabo por un comité de expertos en baloncesto universitario. El propio Olson sirvió en el comité hasta su muerte en 2020.

## Ganadores

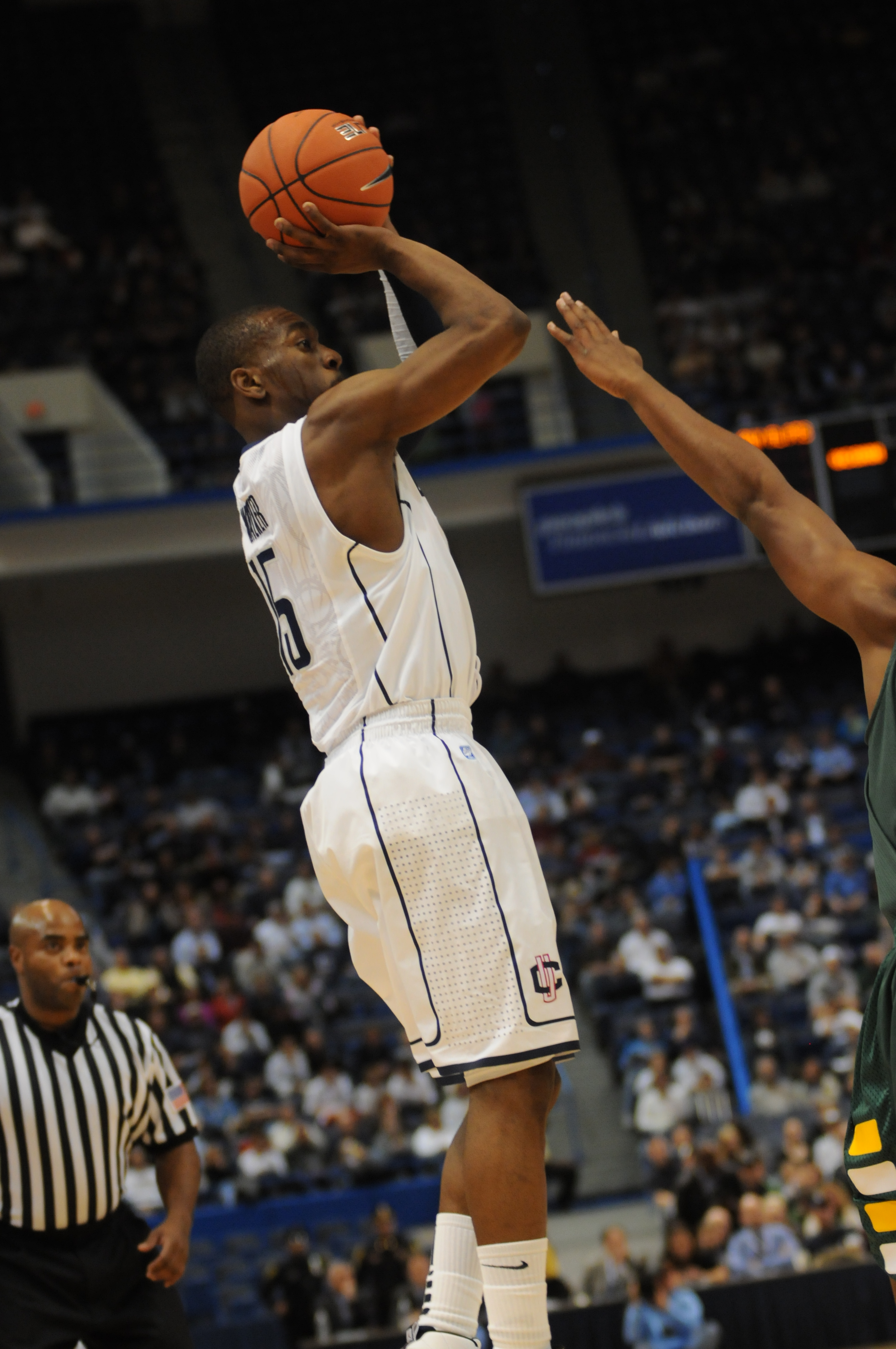
Kemba Walker, ganador en 2011.

|             | Consiguió ser Jugador del Año a nivel nacional: el Naismith College Player of the Year o el John R. Wooden Award |
| Jugador (X) | Denota el número de veces que ha logrado el Bob Cousy Award                                                      |

| Temporada | Jugador            | Universidad    | Posición        | Curso     | Referencia |
| --------- | ------------------ | -------------- | --------------- | --------- | ---------- |
| 2009–10   | Sherron Collins    | Kansas         | Base            | Senior    | [ 2 ]      |
| 2010–11   | Kemba Walker       | Connecticut    | Base            | Junior    | [ 3 ]      |
| 2011–12   | Doug McDermott     | Creighton      | Alero           | Sophomore | [ 4 ]      |
| 2012–13   | Shane Larkin       | Miami (FL)     | Base            | Sophomore | [ 5 ]      |
| 2013–14   | Doug McDermott (2) | Creighton      | Alero           | Senior    | [ 6 ]      |
| 2014–15   | Cameron Payne      | Murray State   | Base            | Sophomore | [ 7 ]      |
| 2015–16   | Denzel Valentine   | Michigan State | Alero           | Senior    | [ 8 ]      |
| 2016–17   | Caleb Swanigan     | Purdue         | Alero           | Sophomore | [ 9 ]      |
| 2017–18   | Jalen Brunson      | Villanova      | Base            | Junior    | [ 10 ]     |
| 2018–19   | Ja Morant          | Murray State   | Base            | Sophomore | [ 11 ]     |
| 2019–20   | Payton Pritchard   | Oregon         | Base            | Senior    | [ 12 ]     |
| 2020–21   | Luka Garza         | Iowa           | Pívot           | Senior    | [ 13 ]     |
| 2021–22   | Johnny Davis       | Wisconsin      | Escolta/Alero   | Sophomore | [ 14 ]     |
| 2022–23   | Jaime Jáquez Jr.   | UCLA           | Alero           | Senior    | [ 15 ]     |
| 2023–24   | Zach Edey          | Purdue         | Pívot           | Senior    | [ 16 ]     |
| 2024–25   | Cooper Flagg       | Duke           | Escolta / Alero | Freshman  | [ 17 ]     |

## Ganadores por universidad
| Universidad    | Ganadores | Años       |
| -------------- | --------- | ---------- |
| Creighton      | 2         | 2012, 2014 |
| Murray State   | 2         | 2015, 2019 |
| Purdue         | 2         | 2017, 2024 |
| Duke           | 1         | 2025       |
| Iowa           | 1         | 2021       |
| Kansas         | 1         | 2010       |
| Miami (FL)     | 1         | 2013       |
| Michigan State | 1         | 2016       |
| Oregon         | 1         | 2020       |
| UConn          | 1         | 2011       |
| Villanova      | 1         | 2018       |
| Wisconsin      | 1         | 2022       |
| UCLA           | 1         | 2023       |